# Miguel Martínez
Miguel Martínez  (Guasave, Sinaloa, Mexikó, 1991. február 15. –) mexikói színész, énekes.

## Élete
Miguel Martínez 1991. február 15-én született Guasavéban. Karrierjét 2003-ban kezdte az Alegrijes y rebujos című sorozatban. 2004-ben szerepet kapott a Misión S.O.S.-ben. 2009-ben megkapta Frank szerepét az Atrévete a soñar című telenovellában.

## Filmográfia

### Telenovellák
- Hasta el fin del mundo (2014) - Lucas Cavazos
- Quiero amarte (2014) - Tadeo
- Atrévete a soñar (2009-2010) - Francisco 'Frank'
- Barrera de amor (2005) - Andrés Romero (gyerek)
- Misión S.O.S. (2004-2005) - Rodrigo Guerra
- Alegrijes y rebujos (2003-2004) - Alfonso Pascual 'Alcachofa'

### Sorozatok
- Como dice el dicho (2012-2013)
- La Rosa de Guadalupe (2008-2012)
- Karkú (2008)
- kids4tv (2006)

### Programok
- Arrietty (2013)
- Grupo Play (2006-2008)
- La energía de Sonric'slandia (2005)
- Código F.A.M.A. (2003)